# Moschelit
Moschelit ist ein sehr selten vorkommendes Mineral aus der Mineralklasse der „Halogenide“ mit der chemischen Zusammensetzung Hg2I2 oder auch HgI und damit chemisch gesehen Quecksilber(I)-iodid.
Moschelit kristallisiert im tetragonalen Kristallsystem, entwickelt allerdings nur sehr kleine Kristalle bis etwa 0,1 mm Größe mit tafeligem bis kurzprismatischem Habitus und diamantähnlichem Glanz auf den Oberflächen. Meist findet sich das Mineral in Form von plattigen Aggregaten oder krustigen Überzügen.
Das Mineral ist im Allgemeinen undurchsichtig und nur an dünnen Kanten durchscheinend. Frische Proben sind von zitronengelber Farbe, die im Licht jedoch schnell ins Dunkelolivgrüne wechselt. Die Strichfarbe ist dagegen immer braun. Mit einer Mohshärte von 1 bis 2 gehört Moschelit zu den weichen Mineralen, die sich ähnlich wie die Referenzminerale Talk (Härte 1) und Gips (Härte 2) mit einem Fingernagel ritzen lassen.

## Etymologie und Geschichte
Erstmals entdeckt wurde Moschelit 1984 von dem Mitarbeiter des Pollichia-Museums und Privatforscher Ulrich Heidtke in der mittelalterlichen und vermutlich auch schon antiken Quecksilber- und Silbererz-Grube „Backofen“ auf dem Moschellandsberg bei Obermoschel in Rheinland-Pfalz (Deutschland). In einem kleinen Hohlraum eines birnenförmigen Brockens Hornstein fand er neben gediegen Quecksilber und etwas Cinnabarit (Zinnober) noch einige orangefarbene Körner und zitronengelbe Plättchen. Zudem stieg ein intensiver Geruch nach Iod auf. Bei der chemischen Analyse stellte sich heraus, dass es sich bei den orangefarbenen Körnern um Coccinit und bei den gelben Plättchen um eine bisher unbekannte Verbindung von Quecksilber und Iod handelte.
Vollständig analysiert und beschrieben wurde das neu entdeckte Mineral durch E. R. Krupp, G. Nottes und Ulrich Heidtke, die es nach dessen Typlokalität benannten. Die Analyse-Ergebnisse und der gewählte Name wurde zur Prüfung bei der International Mineralogical Association (Eingangs-Nr. der IMA: 1987-038) eingereicht, die das Mineral als eigenständige Mineralart anerkannte. Die Publikation der Erstbeschreibung erfolgte 1989 im Wissenschaftlichen Magazin Neues Jahrbuch für Mineralogie, Monatshefte.
Typmaterial für Moschelit wird in der Sammlung des Naturhistorischen Museums Wien (NHMW) unter der Katalog-Nr. M549 aufbewahrt.

## Klassifikation
Bereits in der veralteten, aber teilweise noch gebräuchlichen 8. Auflage der Mineralsystematik nach Strunz gehörte der Moschelit zur Mineralklasse der „Halogenide“ und dort zur Abteilung der „Einfachen Halogenide“, wo er zusammen mit Kalomel und Kuzminit die „Kalomel-Reihe“ mit der System-Nr. III/A.05 bildete.
Die seit 2001 gültige und von der IMA verwendete 9. Auflage der Strunz’schen Mineralsystematik ordnet den Moschelit in die feiner unterteilte Abteilung „Einfache Halogenide ohne H2O“ ein. Diese ist zudem weiter unterteilt nach dem Stoffmengenverhältnis von Metall zu Halogenid, so dass das Mineral entsprechend seiner Zusammensetzung in der Unterabteilung „M : X = 1 : 1 und 2 : 3“ zu finden ist, wo es ebenfalls zusammen mit Kalomel und Kuzminit die „Kalomelgruppe“ 3.AA.30 bildet.
Auch die vorwiegend im englischen Sprachraum gebräuchliche Systematik der Minerale nach Dana ordnet den Moschelit in die Klasse und dort in die gleichnamige Abteilung der „Halogenide“ ein. Hier ist er ebenfalls in der „Kalomelgruppe“ mit der System-Nr. 09.01.08 innerhalb der Unterabteilung „Wasserfreie und wasserhaltige Halogenide mit der Formel AX“ zu finden.

## Kristallstruktur

Kristallstruktur von Moschelit.
1. BBAAFF Hg #7700AA I

Moschelit kristallisiert tetragonal in der Raumgruppe I4/mmm (Raumgruppen-Nr. 139) mit Gitterparametern a = 4,8974 Å und c = 11,649 Å sowie zwei Formeleinheiten pro Elementarzelle.

## Bildung und Fundorte
Moschelit bildete sich in einer von Sandstein umgebenen Quecksilber-Lagerstätte. Das Iodid entstammt wahrscheinlich einem darunterliegenden Kohleflöz. Als Begleitminerale können neben gediegen Quecksilber und den Quecksilbermineralen Cinnabarit, Eglestonit, Kalomel, Metacinnabarit und Terlinguait unter anderem noch Aragonit, Azurit, Gips, Lepidokrokit, Malachit, Quarz, verschiedene Eisenoxide und Tetraedrit auftreten. 
Neben seiner Typlokalität Moschellandsberg bei Obermoschel ist bisher nur noch die Mina El Entredicho bei Almadenejos im Bergbaurevier Almadén in der spanischen Provinz Ciudad Real als Fundort bekannt.